# Ünnepi könyvhét

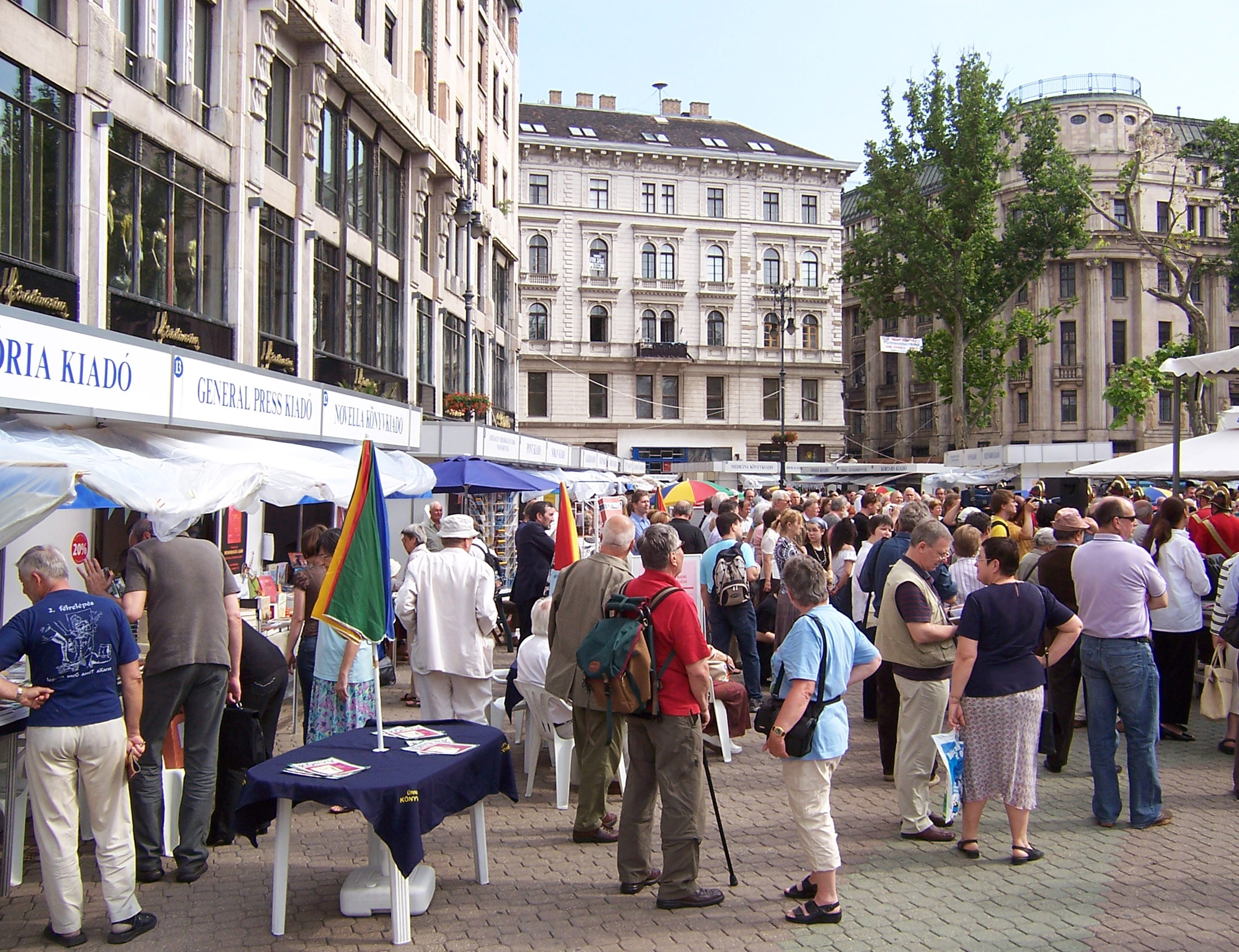
Könyvünnep 2008-ban a budapesti Vörösmarty téren

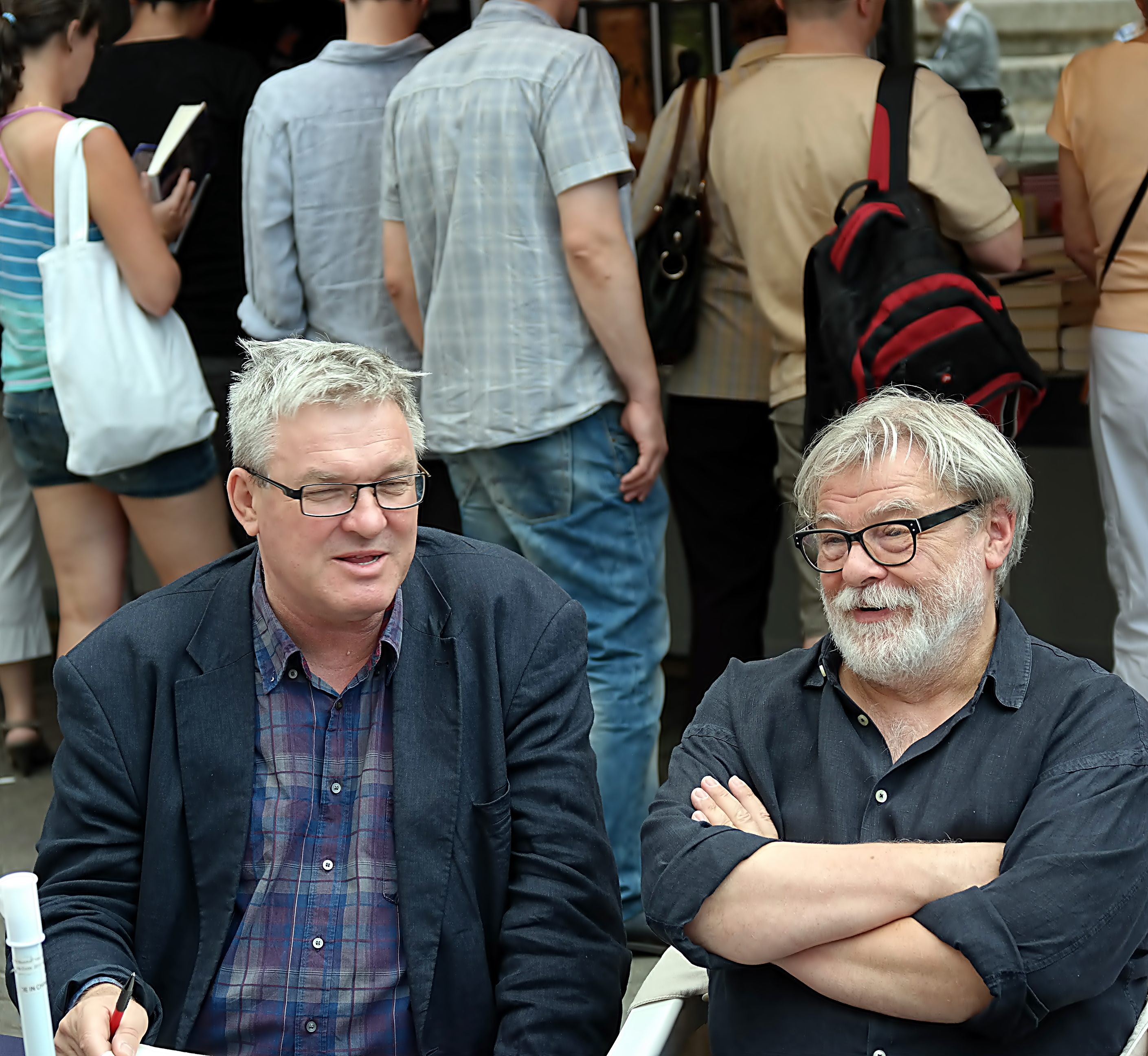
Závada Pál és Parti Nagy Lajos 2014-ben

Az ünnepi könyvhét egyedülálló magyar kulturális rendezvénysorozat, nyolc évtizede évtizede minden évben töretlen sikernek és népszerűségnek örvend. A fesztivál megtartását a Literatura irodalmi folyóirat főszerkesztője, Supka Géza javasolta a Magyar Könyvkiadók és Könyvterjesztők Egyesülése (MKKE) 1927. június 5-én Miskolcon tartott éves közgyűlésén. Az első ünnepi könyvhetet 1929. május 12. és május 20. között tartották meg. A műfajok széles skáláját minden korosztály számára felvonultató rendezvényhez 2001 óta kapcsolódnak a gyermekkönyvnapok. Az érdeklődőket a hagyományos programok mellett kísérőprogramok is várják, vagyis az aktuális könyvújdonságok, kulturális programok, dedikálások mellett beszélgetések és zenei előadások is.
Székhelye Budapest, de egyre több nagyváros kapcsolódik a könyvfesztiválhoz  (Székesfehérvár, Miskolc, Nagykőrös, Pécs, Sopron, Szeged, Szolnok, Veszprém, Békéscsaba, Balatonfüred, Gödöllő, Dunaújváros, Kaposvár, Debrecen, Újbuda stb.), az érdeklődők tehát az ország bármely pontján részt vehetnek a fesztiválon. A fővárosi helyszínek közül a Vörösmarty tér, a Vigadó tér és Dunakorzó környéke a legfontosabb, de a Ráday utcában, az Óbudai Társaskörben és a Centrális Galériában is várják az érdeklődőket.

## Története
A könyv az emberiség egyik legnagyobb értéke, Európában és a világon számos fesztivál, ünnep keretében ünneplik a könyvet az emberek. Magyarországon a könyvhétre vonatkozó első kezdeményezés 1927-ben született, a Miskolctapolcán tartott, az ekkor már 49 éve működő Magyar Könyvkiadók és Könyvkereskedők Országos Egyesületének évi közgyűlésén. A hagyományos napirendi pontok megtárgyalása után Supka Géza, nagy műveltségű, ismert újságíró, író, történész, művelődéstörténész, polihisztor jelentkezett szólásra. Bár nem volt tagja az egyesületnek, a könyv, az olvasás népszerűsítése nagy szerepet játszott az életében, saját folyóirata (Literatura irodalmi és bibliográfiai folyóirat, 1926–1938) is ilyen elgondolással született. Supka Géza javaslatot tett egy évenként megrendezendő könyves eseményre, a könyv népszerűsítése érdekében, amikor az igazi irodalom és az igazi írók kivonulnak ingujjban a közterekre. Javaslatát egy, a Literaturában kidolgozott részteles javaslattal támasztotta alá.
Az évnek egyik napján […] az ország minden városában és falujában könyvnap rendeztessék, amely […] az írót és a közönséget közvetlen kontaktusba hozza egymással, hogy ezen a napon egyszer egy évben a könyvírás és a könyvkiadás művészete is kimenjen az utcára, éspedig ingujjban, közvetlen, bohém formában.”
Supka nem csak a könyvekre gondolt, színházi, zenei előadásokat, kiállításokat is be akart vonni a rendezvénybe:
… gerincét a festői könyvvásár teszi ki, amely a városnak lehetőleg valamely csendesebb terén, amennyire lehetséges, históriai épületek vagy természeti szépségek keretében folyik le […] egyszerűbb, de művészien dekorált polccal, állvánnyal, tolóskocsival, ponyvasátorral, bódéval vagy pavilonnal. Kívánatos lenne, ha a nagyobb cégek megfelelően díszes nagy reklámkocsikat – élőképekkel és könyveladással – járatnának ezen a napon. […] A könyvnap reggelén katonazene vagy régi festői jelmezbe öltözött kürtös heroldok hívják fel a figyelmet a nap jelentőségére.
A könyvnap szükségessége már ekkor megmutatkozott, Supka tervezetében részletesen taglalta szükségességét. „Az olvasók megfogyatkozott száma mellett a kiadók csak bevált magyar és külföldi írókkal mernek rendszerint a közönség elé lépni: új írók bevezetésének a rizikója és költsége, a legjobb esetben is várható kis példányszám mellett nemigen fizeti ki magát…” A vásár alapvető célja tehát a „könyvkrízis” megoldása, a könyvek, az olvasás népszerűsítése, új olvasók szerzése. Ahhoz, hogy ez megvalósuljon, bizonyos engedményekre volt szükség, hiszen a könyv meglehetősen drága volt. A könyvnap megrendezése tehát közös érdeke volt az íróknak, kiadóknak és könyvkereskedőknek, valamint az olvasóközönségnek, a magyar kultúrának is. Supka elképzeléséhez hozzá tartozott, hogy a könyvvásár elismert személyiségek felvonultatását is megkezdje, írók, színészek, közismert személyiségek beszédeivel, előadásaival, ezzel is emelve a könyvvásár jelentőségét.A kezdeményezés végül két évvel később, 1929-ben valósult meg.

### Az első európai könyves ünnepek
Finnországban már 1908-ban tartottak könyves rendezvényt november elsején, Spanyolországban 1926. október 7-én megrendezték „a könyv nemzeti ünnepét”, Olaszországban 1927. május 17-én rendezték az első könyvvel kapcsolatos ünnepet.

### Az első könyvnap
1928. november 3. és 11. között tartottak egy „próba könyvhetet” Magyar Hét néven, ennek elsődleges célja az volt, hogy megtudják, érdemes-e a kezdeményezést bevezetni. A könyvkereskedések ezeken a napokon 10% árengedményt kínáltak. A rendezvény sikeres volt, így 1929-ben megtartották az első Magyar Könyv Hetét. A kezdeményezés fő oka a könyvkiadás válsága volt, a könyvkereskedők egy új vásárlói réteget kívántak megnyerni.
1929. május 12-én (vasárnap) az Otthon Írók és Hírlapírók körének ünnepével kezdődött a magyar könyvhét, majd a kör alelnöke, Balassa József bevezetőt mondott, ezután ünnepi zenei program következett, végül pedig Kosztolányi Dezső felolvasása. A könyvhét hivatalos megnyitójára másnap, május 13-án gróf Klebelsberg Kunó magyar királyi vallás- és közoktatásügyi miniszternek az MTA dísztermében tartott ünnepi beszédével került sor. Az ünnepélyes megnyitó után P. Márkus Emília elmondta Vörösmarty Mihály Gondolatok a könyvtárban című versét, felolvasott Babits Mihály, Surányi Miklós és Voinovich Géza. Az ünnepséget egy díszelőadás követte a Nemzeti Színházban. Május 14–15-én az utcákon 10% árengedménnyel, írók részvételével zajlott a kedvezményes könyvvásár, 16-án pedig a Magyar Írók Egyesülete tartott díszelőadást a Nemzeti Színházban. 17–18-án a könyvkereskedésekben tartottak kedvezményes könyvvásárt, az utolsó két napon kirakatversenyt rendeztek. A Rádió egy előadás-sorozattal színesítette a Magyar Könyv Hetének programját, többek között Móricz Zsigmond, Kosztolányi Dezső, Surányi Miklós beszélt a könyv és a közönség kapcsolatáról.

### Könyvnapok
A könyvnapok az évek során jelentős változásokon mentek át, a legjelentősebb módosítások 1935-ben születtek. Ekkor adták ki a Könyvnapi szabályzatot, amely egészen 1949-ig érvényben volt. 1935-től volt hivatalos könyvnapi jegyzék, ebben azonban még kizárólag magyar írók művei szerepeltek. Nagy újítás volt a könyvnappal kapcsolatos kiadványok megjelenése is. Az 1935-ben készült első hivatalos lista 55 művet tartalmazott. A könyvnapokat évről évre jelentősen támogatták, ennek köszönhetően az esemény üzleti jelleget öltött, a forgalom folyamatosan nőtt, több lett a könyvsátor is.
A második világháború éveiben jelentős hanyatlás következett be a könyvnapok történetében, jelentősége csökkent.  Az 1945–1949 közötti könyvnapok a kiadványok színvonalának némi emelkedését hozta, megnőtt a könyvek forgalma. 1949-ben jelent meg a magyar szerzők művei mellett először könyvnapi könyvként néhány külföldi szerző alkotása. Ekkor már néhány mű megjelenését kifejezetten ezekre a napokra időzítették. A könyvhét egyetlen alkalommal, 1957-ben marad el, az 1956-os forradalmat követően ebben az évben oszlatták fel az Írószövetséget, és súlyos büntetéseket szabtak ki a kor irodalmi személyiségeire. Budapesten először 1974-ben rendezték meg több helyszínen a könyvhetet, így a Váci utcán kívül Csepelen, a XI. kerületben, Kőbányán, Óbudán és Angyalföldön is várták az érdeklődőket.
1979-ben ünnepelték a könyvhét 50. évfordulóját, az ünnepséget a hajdani hagyományos színhelyen rendezték meg, a budapesti Blaha Lujza téren. Az évforduló különlegessége volt a gyermekkönyv-kiállítás.

### Könyvnapok országszerte
A könyvek 85%-át Budapesten adták ki a 20. században, a könyvkereskedők, könyvkiadók jelentős része is Budapesten működött, ebből is látszik, hogy a többi város elmaradottsága igen jelentősnek bizonyult ezen a téren. Supka javaslatában is szerepelt a „vidéki kérdés”, a falusi könyvtárak részére gyűjtést szervezett. A könyv ünnepét már 1929-ben az egész országra kiterjedően hirdették meg, így Budapesten kívül több nagyváros is csatlakozhatott (mint például Debrecen). Később Miskolc, Pécs és Szeged is csatlakozott. Ekkoriban az írók vidékre utazása rendkívüli eseménynek számított.

## Ünnepi könyvhét a 21. században

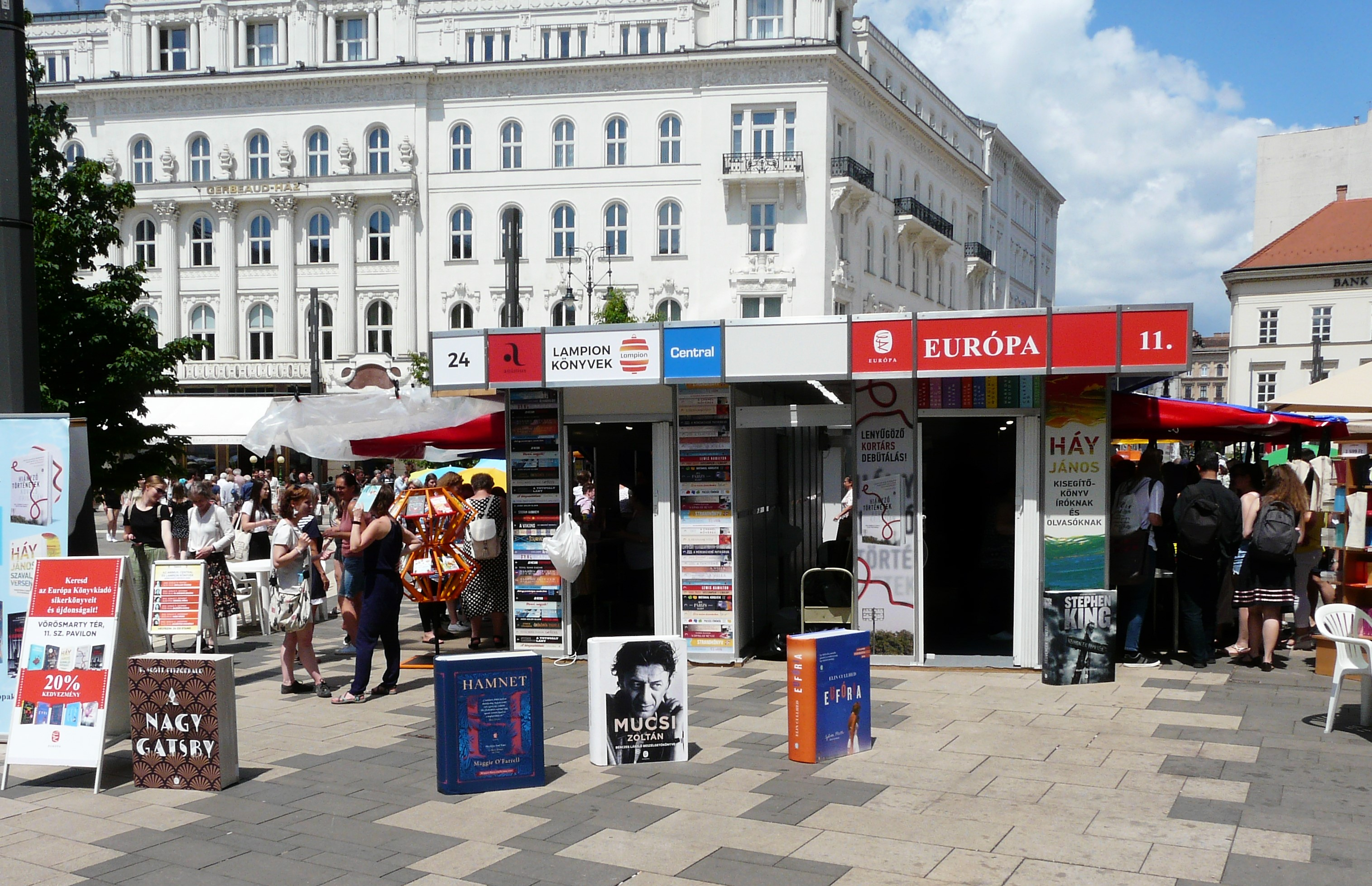
93. ünnepi könyvhét, 2022.

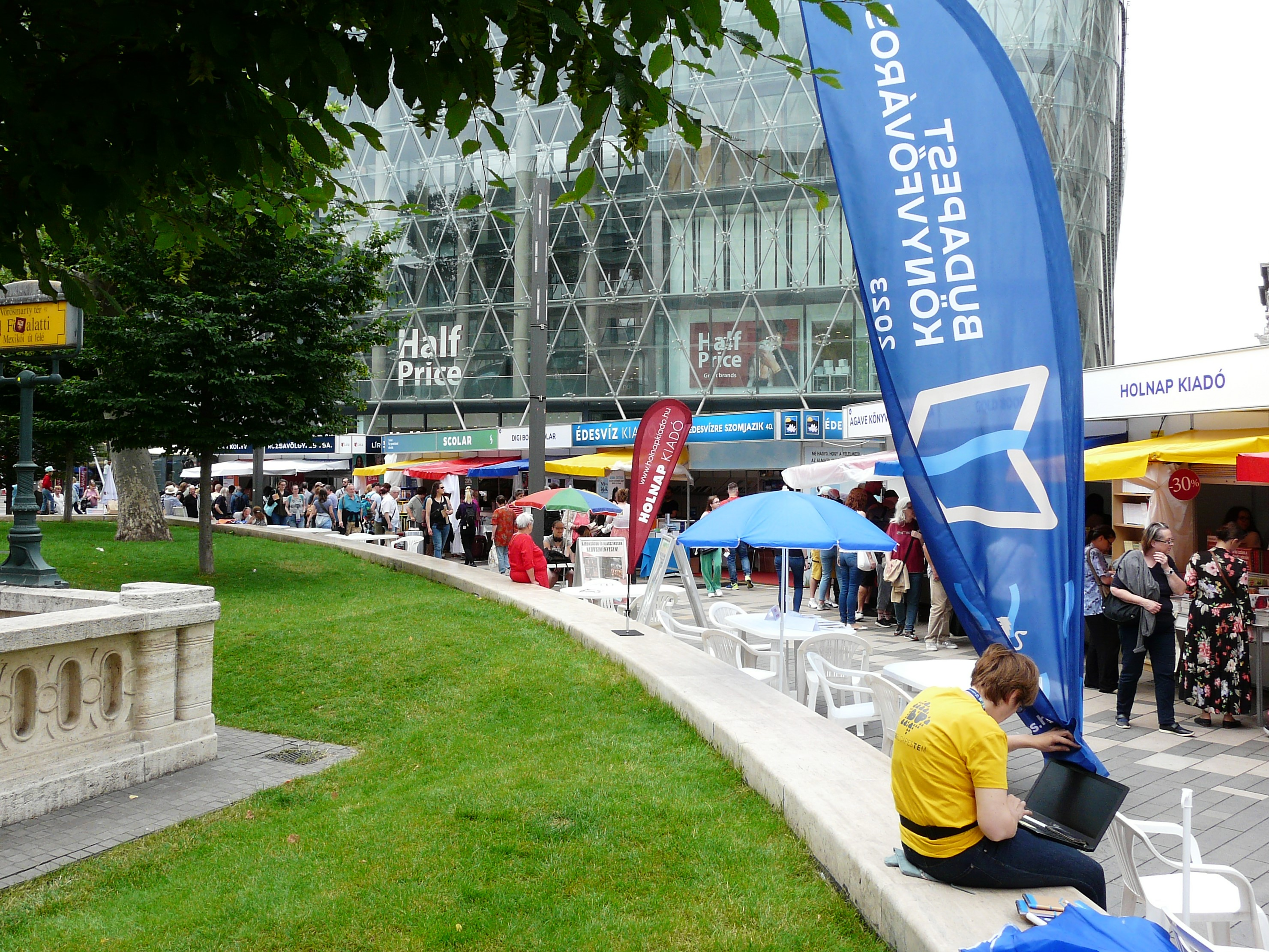
94. ünnepi Könyvhét, 2023.

- 2019-ben június 12. és 17. között került megrendezésre a 90. Ünnepi Könyvhét, amelyhez a Gyermekkönyvnapok is kapcsolódtak.[1]
- 2020 – A következő, 91. Ünnepi Könyvhetet (eredeti időpontja 2020. június 4-8.) a koronavírus-járvány miatt elhalasztották.[2] A rendezvény új időpontját szeptember 17–20-ára tűzték ki, de augusztus végén ezt is törölni kellett,[3][4] végül a kiadók tervezett könyvbemutatói és programjai közül néhányat az őszi időpontban a világhálón tettek közzé.[5]
- 2021 – A hagyományos június eleji időpontot a pandémia miatt ismét megváltoztatták. A Magyar Könyvkiadók és Könyvterjesztők Egyesülete a 92. Ünnepi Könyvhetet szeptember 2-5. között rendezte meg Budapesten, két helyszínen: a Vörösmarty téren és a Dunakorzón. [6] Debrecenben a könyvheti programokat a Méliusz Juhász Péter Könyvtár és a Csokonai Színház, Szegeden a Somogyi-könyvtár rendezte meg. Szegeden ugyanekkor tartották a 20. Gyermekkönyvnapok eseményeit.[7]
- 2022 – A pandémia után újra a hagyományos június eleji időpontban és a régi helyen nyílt meg az Ünnepi könyvhét (június 9–12.). „A könyvkiadást nehezen feloldható papírhiány nehezíti, az egekbe szökő papírárak, az infláció és a költségek növekedése minden területre kihatnak. Mégis, a 93. Ünnepi Könyvhétre rekordszámú könyvstandot állíthatunk” – közölte Gál Katalin, az MKKE elnöke.[8]
- 2023 – A Magyar Könyvkiadók és Könyvterjesztők Egyesülése év elején bejelentette, hogy a 94. Ünnepi könyvhetet június 8-tól június 11-ig, a hagyományos helyszíneken (Vörösmarty tér és a Dunakorzó) tartják meg.[9]